# Trachystolodes tonkinensis
Trachystolodes tonkinensis är en skalbaggsart som beskrevs av Stefan von Breuning 1943. Trachystolodes tonkinensis ingår i släktet Trachystolodes och familjen långhorningar. Inga underarter finns listade i Catalogue of Life.